# Het Lorregat
Het Lorregat is een zijtak en jachthaven van de Oude Maas in Puttershoek, Zuid-Holland, Nederland. De haven heeft een oppervlakte van 1100 m² en heeft een lengte van 360 m waarin circa 35 steigers verhuurd zijn.